# 가쿠타 나오
가쿠타 나오(일본어: 角田 奈穂, 1987년 3월 20일~)는 일본의 여성 모델이자, 프로레슬링 선수이다.